# Le Champion de la télé
 (mars 2017).
Si vous disposez d'ouvrages ou d'articles de référence ou si vous connaissez des sites web de qualité traitant du thème abordé ici, merci de compléter l'article en donnant les références utiles à sa vérifiabilité et en les liant à la section « Notes et références ».
Le Champion de la télé est un jeu télévisé français présenté par Jean-Luc Reichmann diffusé le 5 avril 2003, le 31 octobre 2003 et le 18 juillet 2015 à 20:55 sur TF1.
Le 5 avril 2003, l'émission était présenté par Julien Courbet, Jean-Luc Reichmann étant l'un des candidats.

## Principe (Manche 1 à 4)
5 duos de célébrités du petit écran doivent répondre à des questions portant sur la télévision.
Dans la manche 1, ils doivent répondre à 15 questions, portant sur des thèmes variés (Jeu ou série TV). Le couple de candidats qui a le moins de points se fait éliminer de la compétition. Chaque bonne réponse vaut 1 point.
Dans la manche 2, ils doivent répondre à deux question où ils doivent trouver les intrus. Pour la 1re question, ils doivent trouver 2 intrus, puis 3 intrus dans la deuxième. Si tous les intrus sont trouvés, la question vaut 5 points. On peut donc gagnait en tout 10 points. Le score de la première manche est accumulé avec la seconde. Celui qui a moins de points est éliminé.
Dans la manche 3, ils doivent répondre à 2 questions en 40 secondes. Les questions valent 5 points. Le duo qui comptabilise le plus de points à l'issue de ces questions doivent répondre à une série de questions avec le temps restant. Il y en tout 3 thèmes de questions, soit 6 questions avant les "questions en rafales" (Jean-Luc Reichmann les appelles comme cela). Le couple qui a moins de points depuis la première manche est éliminé.
Il ne reste plus que 2 duos. Cependant, les candidats, à partir de la manche 4, jouent en solo. L'animateur donne un thème à un des candidats. Ce candidats choisit alors à qui il donne la question. Si la personne choisie répond bien, il empoche 5 points. S'il répond mal, c'est celui qui l'a choisit, qui empoche les points (en l'occurrence 2 points). Après plusieurs questions, c'est celui qui a le plus de points qui va en finale.

## Public
Le public présente dans la salle peuvent répondre aussi au question grâce à une télécommande. Tout au long de l'émission, l'animateur fait une pause au jeu pour dire qui est celui qui a répondu le mieux, et lui pose quelques questions personnelles.
À la fin de la manche 4, la personne du public qui a répondu le mieux va en finale affronter la célébrité qui a gagné les 4 premières manches. Il gagne aussi 25 000 euros. 

## Final
La finale oppose la célébrité au candidat du public. Ils doivent répondre à des questions portant sur la télévision comme pour le 4 premières manches. Le premier qui a 5 points l'emporte. Si c'est le candidat du public qui l'emporte, il gagne 50 000 euros (non accumulable avec les 25 000), si c'est la célébrité, c'est un téléspectateur qui remporte les 50 000 euros mis en jeu. Le candidat anonyme garde tout de même les 25 000 euros acquis après la manche 4. 
Lorsque le candidat anonyme gagne, les téléspectateurs gagnent 25 000 euros. 
Ce principe est proche du jeu de M6 Qu'est-ce que je sais vraiment ?, car la finale oppose une célébrité à une personne du public. On peut remarquer aussi que chaque émission de M6 à son thème. La télévision peut très bien être un thème pour le jeu de M6, ce qui les rapprocheraient encore plus.

## Invités

### 5 avril 2003
- Loana et Jean-Luc Reichmann
- Nikos Aliagas et Smaïn
- Natacha Amal et Thierry Roland

Il y avait 3 groupes de 2 candidats.

### 18 juillet 2015
- Invités :
  - Pierre Ménès, consultant sportif et Estelle Denis, présentatrice télé et consultante sportive
  - Gil Alma et Isabelle Vitari, comédiens dans Nos chers voisins
  - Sandrine Quétier et Christophe Beaugrand, présentateurs télé de TF1
  - Olivier Minne et Thierry Beccaro, présentateurs télé de France 2
  - Valérie Damidot et Alexia Laroche-Joubert, présentatrice de NRJ12

- Résultats :
  - Manche 1 : Gil Alma et Isabelle Vitari
  - Manche 2 : Valérie Damidot et Alexia Laroche-Joubert
  - Manche 3 : Pierre Ménès et Estelle Denis
  - Manche 4 : Thierry Beccaro, Christophe Beaugrand et Olivier Minne
  - Finaliste : Sandrine Quétier.
  - Vainqueur : François Martin, candidat du public

Dans cette édition, il s'agit du candidat du public qui l'a remporté. Il empoche donc 50 000 euros.

## Audience
| Date            | Audience      | Part de marché | Référence |
| --------------- | ------------- | -------------- | --------- |
| 5 avril 2003    | 5,8 millions  | 33,3%          | .         |
| 31 octobre 2003 | 6,01 millions | 30,8%          | .         |
| 18 juillet 2015 | 3.0 millions  | 19,5%          | [ 2 ]     |